# Première Nation de Little Grand Rapids
La Première Nation de Little Grand Rapids est une bande indienne de la Première Nation anishinaabe du Manitoba au Canada. Elle possède une réserve, Little Grand Rapids 14, située à environ 257 km au nord-est de Winnipeg. En mai 2010, elle avait une population totale enregistrée de 1 454 membres dont 1 174 vivaient sur la réserve. Elle est signataire du Traité 5.

## Géographie
La Première Nation de Little Grand Rapids possède une réserve : Little Grand Rapids 14. Celle-ci est située à environ 257 km au nord-est de Winnipeg au Manitoba. Elle a une superficie de 2 005,80 hectares.

## Gouvernement
La Première Nation de Little Grand Rapids est gouvernée par un conseil élu composé d'un chef et de six conseillers.

## Annexe